# Спеніш-Спрінгс (Невада)
Спеніш-Спрінгс (англ. Spanish Springs) — переписна місцевість (CDP) в США, в окрузі Вошо штату Невада. Населення — 17 314 особи (2020).

## Географія
Спеніш-Спрінгс розташований за координатами 39°39′18″ пн. ш. 119°40′8″ зх. д. / 39.65500° пн. ш. 119.66889° зх. д. (39.655013, -119.668817).  За даними Бюро перепису населення США в 2010 році переписна місцевість мала площу 145,01 км², з яких 144,16 км² — суходіл та 0,86 км² — водойми.

## Демографія
Згідно з переписом 2010 року, у переписній місцевості мешкали 15 064 особи в 5198 домогосподарствах у складі 4217 родин. Густота населення становила 104 особи/км².  Було 5619 помешкань (39/км²).
Расовий склад населення:
| - 89,3 % — білих - 2,1 % — азіатів - 1,3 % — корінних американців - 1,3 % — чорних або афроамериканців - 0,2 % — вихідців з тихоокеанських островів - 2,6 % — осіб інших рас |

До двох чи більше рас належало 3,1 %. Частка іспаномовних становила 10,7 % від усіх жителів.
За віковим діапазоном населення розподілялося таким чином: 26,9 % — особи молодші 18 років, 63,5 % — особи у віці 18—64 років, 9,6 % — особи у віці 65 років та старші. Медіана віку мешканця становила 39,4 року. На 100 осіб жіночої статі у переписній місцевості припадало 102,0 чоловіків;  на 100 жінок у віці від 18 років та старших — 100,0 чоловіків також старших 18 років.
Середній дохід на одне домашнє господарство  становив 86 152 долари США (медіана — 78 604), а середній дохід на одну сім'ю — 93 836 доларів (медіана — 83 110). Медіана доходів становила 53 515 доларів для чоловіків та 43 125 доларів для жінок. За межею бідності перебувало 4,5 % осіб, у тому числі 0,9 % дітей у віці до 18 років та 6,0 % осіб у віці 65 років та старших.
Цивільне працевлаштоване населення становило 7648 осіб. Основні галузі зайнятості: освіта, охорона здоров'я та соціальна допомога — 22,5 %, транспорт — 11,2 %, роздрібна торгівля — 11,1 %.